# Tour der australischen Rugby-Union-Nationalmannschaft nach Europa und Nordamerika 1947/48
| Tour der Wallabies nach Europa und Nordamerika 1947/48 | Tour der Wallabies nach Europa und Nordamerika 1947/48 | Tour der Wallabies nach Europa und Nordamerika 1947/48 | Tour der Wallabies nach Europa und Nordamerika 1947/48 | Tour der Wallabies nach Europa und Nordamerika 1947/48 |
| Übersicht                                              | S                                                      | G                                                      | U                                                      | N                                                      |
| ------------------------------------------------------ | ------------------------------------------------------ | ------------------------------------------------------ | ------------------------------------------------------ | ------------------------------------------------------ |
| Test Matches                                           | 05                                                     | 03                                                     | 0                                                      | 2                                                      |
| Sonstige Spiele                                        | 34                                                     | 30                                                     | 0                                                      | 4                                                      |
| Gesamt                                                 | 39                                                     | 33                                                     | 0                                                      | 6                                                      |
|                                                        |                                                        |                                                        |                                                        |                                                        |
| England                                                | 01                                                     | 01                                                     | 0                                                      | 0                                                      |
| Frankreich                                             | 01                                                     | 0                                                      | 0                                                      | 1                                                      |
| Irland                                                 | 01                                                     | 01                                                     | 0                                                      | 0                                                      |
| Schottland                                             | 01                                                     | 01                                                     | 0                                                      | 0                                                      |
| Wales                                                  | 01                                                     | 0                                                      | 0                                                      | 1                                                      |

Die Tour der australischen Rugby-Union-Nationalmannschaft nach Europa und Nordamerika 1947/48 umfasste eine Reihe von Freundschaftsspielen der Wallabies, der Nationalmannschaft Australiens in der Sportart Rugby Union. Das Team reiste September 1947 bis März 1948 durch Frankreich, Großbritannien, Irland, Kanada und die Vereinigten Staaten. Während dieser Zeit bestritt es 39 Spiele, darunter fünf Test Matches gegen europäische Nationalmannschaften. Es handelte sich um die erste Tour dieser Art nach mehr als zwei Jahrzehnten, da die Tour von 1939/40 wegen des Ausbruchs des Zweiten Weltkriegs abgesagt werden musste. Ebenso erfolgte die Anreise und Rückkehr letztmals per Schiff. Die Tour verlief recht erfolgreich: Die Wallabies gewannen 32 Spiele, darunter drei Test Matches.

## Mannschaftsleitung
Das Team bestand aus 30 Spielern, die meisten davon aus New South Wales. Mannschaftskapitän Bill McLean war ein erfahrener Spieler und 1939 in jene Mannschaft berufen worden, die unter Kapitän Vayro Wilson nach Großbritannien gereist und nach der Kriegserklärung heimgekehrt war, ohne dort ein einziges Spiel absolviert zu haben. Er hatte im Zweiten Weltkrieg als Hauptmann einer AIF-Kommandoeinheit in Borneo gegen die Japaner gekämpft und die erste australische Nationalmannschaft der Nachkriegszeit bei vier Spielen gegen die All Blacks als Kapitän angeführt. Ihm als Vizekapitän zur Seite stand Trevor Allan. Im sechsten Spiel der Tour gegen die Auswahl der britischen Streitkräfte (Combined Services) im Londoner Twickenham Stadium erlitt McLean eine Spiralfraktur des Schienbeins und musste durch Allan ersetzt werden, der erst gerade 21 Jahre alt geworden war.
Bei früheren Touren der Australier war es Tradition gewesen, dass sich der Tourmanager um die Vorbereitungen kümmerte und sein Assistent die Aufgabe des Trainers übernahm. Nicholas Shehadie berichtet, dass Arnold Tancred und McLean die Mannschaft 1947/48 mit Elan trainierten und betreuten, während Assistent Jeff Noseda sich um Verwaltungsaufgaben kümmerte. Der Journalist Phil Tressider begleitete die Reisegruppe und schrieb über Tancred: „Ich erinnere mich an ihn als einen grimmigen, grüblerischen Mann, der die Mannschaft nicht nur leitete, sondern auch trainierte und als einziger für die Aufstellung verantwortlich war. Er duldete keine Einmischung und hielt sich die Presse vom Leib. Er war gestärkt durch seine Erfahrungen als Spieler der Waratahs von 1927/28 und hatte einen unbändigen Siegeswillen.“ Shehadie wiederum schrieb: „Er war sehr disziplinarisch und fest entschlossen, dass wir so viele Spiele wie möglich gewinnen. Er erinnerte uns ständig daran, dass wir nur für die Anzahl der gewonnenen Spiele in die Geschichte eingehen würden.“ Weiter zitierte er Jack Pollard: „Der einzige Kritikpunkt an Tancred war, dass er sich vielleicht zu sehr auf die bewährten Stars der Mannschaft verließ und den Neulingen nicht viele Chancen gab. Er verbot Sportjournalisten, die mit der Mannschaft reisten, im selben Hotel zu übernachten, war unkooperativ gegenüber der Presse, und die Mannschaft wurde von den Medien nicht gerade wohlwollend aufgenommen.“

## Ereignisse
Die Mannschaft stach im Juli 1947 an Bord des Passagierschiffs Orion von Sydney aus in See. Sie verließen Australien von Fremantle aus, nachdem sie die Große Australische Bucht durchquert hatten, und legten als Nächstes in Colombo, Ceylon, an. Dort wurden sie wie 20 Jahre zuvor die Waratahs von der dort lebenden ausländischen Gemeinschaft empfangen und bewirtet. Anschließend ging es über Aden im Jemen und Port Said in Ägypten, ehe sie in der englischen Hafenstadt Tilbury ankamen. Nachdem die Gruppe die Sehenswürdigkeiten Londons besichtigt hatte, das noch immer von den Zerstörungen des Krieges gezeichnet war, fuhr sie mit dem Zug nach Penzance in Cornwall, wo vor dem ersten Spiel mehrere Trainingseinheiten auf dem Programm standen. Die Spiele gegen kleinere Mannschaften forderten ihren Tribut: Zunächst fiel Kapitän McLean nach dem sechsten Spiel aus und dann erlitt Charles Eastes im Spiel gegen den Newport RFC einen Armbruch, was auch für ihn das Ende seiner Teilnahme an der Tour bedeutete.
Es folgten harte Spiele in Wales, bevor die Wallabies nach London zurückkehrten. Dort besuchten sie das Unter- und Oberhaus und trafen Premierminister Clement Attlee in der 10 Downing Street. Später wurden sie im St James’s Palace vom Duke of Gloucester, einem ehemaligen Generalgouverneur Australiens, empfangen und lernten dessen jungen Sohn Prinz William kennen. Ein Höhepunkt der Tour war der Empfang im Buckingham Palace, wo die Gruppe den König und die Königin sowie die Prinzessinnen Elizabeth und Margaret traf. Als die Mannschaft zum zweiten Test Match nach Irland reiste, wurde sie von Ministerpräsident Éamon de Valera empfangen.
Zurück in Großbritannien nach dem Test Match gegen Frankreich trafen die Wallabies erstmals auf die Barbarians – solche Spiele gegen Nationalmannschaften der südlichen Hemisphäre sollten in der Folge regelmäßig stattfinden. Das Spiel war im Verlaufe der Tournee zusätzlich angesetzt worden, um Geld für die Heimreise der Australier über Kanada zu sammeln.[6] Die Barbarians stellten sechs englische, fünf walisische, zwei schottische und einen irischen Nationalspieler. Sie gewannen 9:6 und verliehen Tourkapitän McLean bei der Feier nach dem Spiel die Ehrenmitgliedschaft.
Nach dem Spiel gegen die Barbarians reiste das Team an Bord der Queen Mary nach New York. Von dort aus ging es weiter mit dem Zug durch die Rocky Mountains. Das letzte Spiel der Tour fand in Palo Alto gegen die Auswahl der Stanford University statt. Mit einem Flugzeug der Australian National Airways trat das Team die Heimreise an, mit Zwischenstopps in Hawaii, auf der Insel Kanton und in Fidschi. Schließlich kamen die Wallabies am 28. März 1948 in Sydney an.

## Spielplan
- Hintergrundfarbe grün = Sieg
- Hintergrundfarbe rot = Niederlage

(Test Matches sind grau unterlegt; Ergebnisse aus der Sicht Australiens)
| #  | Datum              | Gegner                                      | Ort         | Stadion                        | Ergebnis |
| -- | ------------------ | ------------------------------------------- | ----------- | ------------------------------ | -------- |
| 01 | 13. September 1947 | Devon RFU & Cornwall RFU                    | Camborne    | Recreation Ground              | 17:7     |
| 02 | 17. September 1947 | Midland Counties                            | Birmingham  | Villa Park                     | 22:14    |
| 03 | 20. September 1947 | Gloucestershire RFU & Somerset RFU          | Gloucester  | Kingsholm Stadium              | 30:8     |
| 04 | 24. September 1947 | Abertillery RFC & Cross Keys RFC            | Abertillery | Abertillery Park               | 6:3      |
| 05 | 27. September 1947 | Cardiff RFC                                 | Cardiff     | Cardiff Arms Park              | 3:11     |
| 06 | 01. Oktober 1947   | Combined Services                           | London      | Twickenham Stadium             | 19:8     |
| 07 | 05. Oktober 1947   | Northumberland RFU & Durham RFU             | Gosforth    | Gosforth Greyhound Stadium     | 49:0     |
| 08 | 08. Oktober 1947   | North of Scotland District                  | Aberdeen    | Linksfield Stadium             | 14:0     |
| 09 | 11. Oktober 1947   | South of Scotland District                  | Melrose     | The Greenyards                 | 15:6     |
| 10 | 15. Oktober 1947   | Glasgow & Edinburgh                         | Glasgow     |                                | 23:9     |
| 11 | 18. Oktober 1947   | Cumberland RFU & Yorkshire                  | Workington  |                                | 25:0     |
| 12 | 23. Oktober 1947   | Newport RFC                                 | Newport     | Rodney Parade                  | 8:4      |
| 13 | 25. Oktober 1947   | Aberavon RFC & Neath RFC                    | Neath       | The Gnoll                      | 19:9     |
| 14 | 28. Oktober 1947   | Llanelli RFC                                | Llanelli    | Stradey Park                   | 6:4      |
| 15 | 01. November 1947  | Combined Services                           | London      | Twickenham Stadium             | 20:8     |
| 16 | 06. November 1947  | Cambridge University RUFC                   | Cambridge   | Grange Road                    | 12:9     |
| 17 | 08. November 1947  | Hampshire RFU & Sussex RFU                  | Southampton | The Dell                       | 14:5     |
| 18 | 13. November 1947  | Oxford University RFC                       | Oxford      | Iffley Road                    | 5:3      |
| 19 | 15. November 1947  | Leicestershire RU & East Midlands           | Leicester   | Welford Road Stadium           | 17:11    |
| 20 | 22. November 1947  | Schottland                                  | Edinburgh   | Murrayfield Stadium            | 16:7     |
| 21 | 26. November 1947  | Lancashire RFU & Cheshire RFU               | Manchester  | Belle Vue Stadium              | 8:9      |
| 22 | 29. November 1947  | Ulster Rugby                                | Belfast     | Ravenhill Stadium              | 10:8     |
| 23 | 06. Dezember 1947  | Irland                                      | Dublin      | Lansdowne Road                 | 16:3     |
| 24 | 09. Dezember 1947  | Munster Rugby                               | Cork        | Mardyke                        | 6:5      |
| 25 | 13. Dezember 1947  | Swansea RFC                                 | Swansea     | St Helen’s                     | 11:8     |
| 26 | 20. Dezember 1947  | Wales                                       | Cardiff     | Cardiff Arms Park              | 0:6      |
| 27 | 23. Dezember 1947  | Pontypool RFC, Talywain RFC & Blaenavon RFC | Pontypool   | Pontypool Park                 | 9:7      |
| 28 | 26. Dezember 1947  | London Counties                             | London      | Twickenham Stadium             | 8:14     |
| 29 | 03. Januar 1948    | England                                     | London      | Twickenham Stadium             | 11:0     |
| 30 | 11. Januar 1948    | Frankreich                                  | Colombes    | Stade Olympique Yves-du-Manoir | 6:13     |
| 31 | 15. Januar 1948    | France Sud-Ouest                            | Bordeaux    |                                | 8:7      |
| 32 | 21. Januar 1948    | RC Toulon                                   | Toulon      |                                | 16:5     |
| 33 | 24. Januar 1948    | Île-de-France                               | Paris       |                                | 30:12    |
| 34 | 31. Januar 1948    | Barbarians                                  | Cardiff     | Cardiff Arms Park              | 6:9      |
| 35 | 28. Februar 1948   | Vancouver All Stars                         | Vancouver   |                                | 36:3     |
| 36 | 03. März 1948      | University of British Columbia              | Vancouver   |                                | 20:6     |
| 37 | 06. März 1948      | Victoria                                    | Victoria    |                                | 48:8     |
| 38 | 17. März 1948      | University of California                    | Los Angeles |                                | 12:6     |
| 39 | 21. März 1948      | Stanford University                         | Palo Alto   |                                | 59:10    |

## Test Matches
| 22. November 1947 | Schottland                               | 7 : 16        | Australien                                                  | Murrayfield Stadium, Edinburgh Zuschauer: 50.000 Schiedsrichter: Hamilton Lambert (Irland) |
| 22. November 1947 | Straftritte: McDonald Dropgoals: Hepburn | (3:3) Bericht | Versuche: Cooke Howell Kearney Tonkin Erhöhungen: Piper (2) | Murrayfield Stadium, Edinburgh Zuschauer: 50.000 Schiedsrichter: Hamilton Lambert (Irland) |

Aufstellungen:
- Schottland: Dallas Allardice, Robert Bruce, Leslie Currie, Hamish Dawson, Douglas Elliot, Ian Henderson, Peter Hepburn, Donny Innes , Graeme Jackson, James Lees, Ian Lumsden, George Lyall, Charles McDonald, Alexander Watt, Tommy Wright
- Australien: Trevor Allan , Arthur Buchan, Cyril Burke, Graham Cooke, Eric Davis, Neville Emery, Max Howell, Kenneth Kearney, Douglas Keller, Joe Kraefft, Terry MacBride, Brian Piper, Arthur Tonkin, Eric Tweedale, Colin Windon

| 6. Dezember 1947 | Irland             | 3 : 16         | Australien                                                     | Lansdowne Road, Dublin Zuschauer: 50.000 Schiedsrichter: R. A. Beattie (Schottland) |
| 6. Dezember 1947 | Straftritte: Quinn | (3:11) Bericht | Versuche: Allan Burke Tonkin Windon Erhöhungen: Allan McMaster | Lansdowne Road, Dublin Zuschauer: 50.000 Schiedsrichter: R. A. Beattie (Schottland) |

Aufstellungen:
- Irland: James Corcoran, Dudley Higgins, Ernest Keeffe, Jack Kyle, Albert McConnell, Desmond McCourt, Bill McKay, William McKee, Karl Mullen, Jimmy Nelson, Kevin Quinn, Kevin O’Flanagan, Patrick Reid, Ernest Strathdee , Richard Wilkinson
- Australien: Trevor Allan , Arthur Buchan, Cyril Burke, Graham Cooke, Neville Emery, Max Howell, Kenneth Kearney, Douglas Keller, Joe Kraefft, Terry MacBride, Robert McMaster, Brian Piper, Arthur Tonkin, Eric Tweedale, Colin Windon

| 20. Dezember 1947 | Wales                | 6 : 0         | Australien | Cardiff Arms Park, Cardiff Zuschauer: 45.500 Schiedsrichter: Alan Bean (England) |
| 20. Dezember 1947 | Straftritte: Tamplin | (6:0) Bericht |            | Cardiff Arms Park, Cardiff Zuschauer: 45.500 Schiedsrichter: Alan Bean (England) |

Aufstellungen:
- Wales: Billy Cleaver, Cliff Davies, Emlyn Davies, Glyn Davies, Gwyn Evans, Handel Greville, John Gwilliam, Malcolm James, Ken Jones, Leslie Manfield, Jack Matthews, William Tamplin  Bleddyn Williams, Leslie Williams, Oswald Williams
- Australien: Trevor Allan , Arthur Buchan, Cyril Burke, Graham Cooke, Eric Davis, Neville Emery, Max Howell, Kenneth Kearney, Douglas Keller, Joe Kraefft, Terry MacBride, Robert McMaster, Brian Piper, Arthur Tonkin, Colin Windon

| 3. Januar 1948 | England | 0 : 11        | Australien                                     | Twickenham Stadium, London Zuschauer: 70.000 Schiedsrichter: Hamilton Lambert (Irland) |
| 3. Januar 1948 |         | (0:3) Bericht | Versuche: Walker Windon (2) Erhöhungen: Tonkin | Twickenham Stadium, London Zuschauer: 70.000 Schiedsrichter: Hamilton Lambert (Irland) |

Aufstellungen:
- England: Billy Bennett, Eric Evans, Richard Guest, John Keeling, Thomas Kemp, Richard Madge, Joe Mycock, Sydney Newman, Sam Perry, Edward Scott , Michael Steele-Bodger, David Swarbrick, Basil Travers, Douglas Vaughan, Harry Walker
- Australien: Trevor Allan , Arthur Buchan, Cyril Burke, Graham Cooke, Neville Emery, Kenneth Kearney, Douglas Keller, Joe Kraefft, Terry MacBride, Brian Piper, Nicholas Shehadie, Arthur Tonkin, Eric Tweedale, Alan Walker, Colin Windon

| 11. Januar 1948 | Frankreich                                              | 13 : 6         | Australien              | Stade Olympique Yves-du-Manoir, Colombes Zuschauer: 30.000 Schiedsrichter: Cyril Gadney (England) |
| 11. Januar 1948 | Versuche: Basquet (2) Pomathios Erhöhungen: Alvarez (2) | (13:3) Bericht | Straftritte: Tonkin (2) | Stade Olympique Yves-du-Manoir, Colombes Zuschauer: 30.000 Schiedsrichter: Cyril Gadney (England) |

Aufstellungen:
- Frankreich: André Alvarez, Guy Basquet , Léon Bordenave, Eugène Buzy, Jean Matheu-Cambas, Lucien Caron, Pierre Dizabo, Gérard Dufau, Roger Lacaussade, Lucien Martin, Alban Moga, Michel Pomathios, Jean Prat, Robert Soro, Maurice Terreau
- Australien: Trevor Allan , Arthur Buchan, Cyril Burke, Graham Cooke, Neville Emery, Kenneth Kearney, Douglas Keller, Joe Kraefft, Terry MacBride, Brian Piper, Nicholas Shehadie, Arthur Tonkin, Eric Tweedale, Alan Walker, Colin Windon

## Kader

### Management
- Tourmanager: Arnold Tancred
- Assistent: Jeff Noseda
- Tourkapitän: Bill McLean
- Vizekapitän: Trevor Allan

### Spieler
| Spieler         | Position         | Mannschaft                  |
| --------------- | ---------------- | --------------------------- |
| Keith Winning   | Flügelstürmer    | GPS Brisbane                |
| Cyril Burke     | Halbspieler      | Newcastle                   |
| Roy Cawsey      | Halbspieler      | Randwick DRUFC              |
| Edward Broad    | Verbindungshalb  | GPS Brisbane                |
| Mick Cremin     | Verbindungshalb  | Randwick DRUFC              |
| Neville Emery   | Verbindungshalb  | Sydney University FC        |
| Trevor Allan    | Dreiviertelreihe | Gordon RFC                  |
| Kevin Bourke    | Dreiviertelreihe | Brothers Old Boys           |
| Charles Eastes  | Dreiviertelreihe | Manly RUFC                  |
| Max Howell      | Dreiviertelreihe | Randwick                    |
| Terry MacBride  | Dreiviertelreihe | Eastern Suburbs RUFC        |
| Arthur Tonkin   | Dreiviertelreihe | Gordon RFC                  |
| Alan Walker     | Dreiviertelreihe | Manly RUFC                  |
| Brian Piper     | Schlussmann      | Randwick DRUFC              |
| Clement Windsor | Schlussmann      | University of Queensland RC |

| Spieler           | Position | Mannschaft           |
| ----------------- | -------- | -------------------- |
| Arthur Buchan     | Stürmer  | Randwick DRUFC       |
| Graham Cooke      | Stürmer  | YMCA Brisbane        |
| Eric Davis        | Stürmer  | Footscray            |
| Walter Dawson     | Stürmer  | Manly RUFC           |
| John Fuller       | Stürmer  | Sydney University FC |
| Phil Hardcastle   | Stürmer  | Sydney University FC |
| Kenneth Kearney   | Stürmer  | Parramatta Two Blues |
| Douglas Keller    | Stürmer  | Drummoyne DRFC       |
| Joe Kraefft       | Stürmer  | Sydney University FC |
| Bill McLean       | Stürmer  | GPS Brisbane         |
| Robert McMaster   | Stürmer  | Brothers Old Boys    |
| Nicholas Shehadie | Stürmer  | Randwick DRUFC       |
| Jimmy Stenmark    | Stürmer  | Sydney University FC |
| Eric Tweedale     | Stürmer  | Parramatta Two Blues |
| Colin Windon      | Stürmer  | Randwick DRUFC       |